# Gymnobatoides longus
Gymnobatoides longus är en kvalsterart som först beskrevs av Ewing 1909.  Gymnobatoides longus ingår i släktet Gymnobatoides och familjen Oripodidae. Inga underarter finns listade i Catalogue of Life.